# Zielonówek
Zielonówek (deutsch Grüneberg) ist ein Ort in der polnischen Woiwodschaft Ermland-Masuren und gehört zur Stadt-und-Land-Gemeinde Olecko (Marggrabowa, umgangssprachlich auch Oletzko, 1928 bis 1945 Treuburg) im Powiat Olecki (Kreis Oletzko, 1933 bis 1945 Kreis Treuburg).

## Geographische Lage
Zielonówek liegt im Osten der Woiwodschaft Ermland-Masuren, drei Kilometer westlich der Kreisstadt Olecko.

## Geschichte
Am 18. Juni 1875 wurde Grüneberg als Abbau Paulini in der Stadtgemeinde Marggrabowa („Oletzko“, 1928 bis 1945: Treuburg, polnisch Olecko) gegründet. Ursprünglich bestand es nur aus einem großen Hof. Zwölf Einwohner in einem einzigen Wohnhaus zählte Grüneberg im Jahre 1905.
Im Jahre 1945 kam die Stadt Treuburg mit all ihren Ortschaften und zusammen mit dem gesamten südlichen Ostpreußen zu Polen. Grüneberg erhielt die polnische Namensform „Zielonówek“ und wurde eine eigenständige Ortschaft, bis sie – gemeinsam mit Olecko-Kolonia – in das Schulzenamt (polnisch sołectwo) Jaśki (Jaschken, 1938 bis 1945 Jesken) eingegliedert wurde und somit zum Verbund der Stadt-und-Land-Gemeinde Olecko im Powiat Olecki gehört, bis 1998 der Woiwodschaft Suwałki, seither der Woiwodschaft Ermland-Masuren zugeordnet.

## Kirche
Bis 1945 war Grüneberg als Wohnplatz der Stadt Marggrabowa (Oletzko)/Treuburg in die evangelische Kirche Marggrabowa in der Kirchenprovinz Ostpreußen der Kirche der Altpreußischen Union sowie in die katholische Pfarrkirche der Kreisstadt, damals im Bistum Ermland gelegen, eingepfarrt.
Heute sind die katholischen Einwohner Zielonóweks auch noch der katholischen Pfarrkirche in der Kreisstadt, jetzt allerdings dem Bistum Ełk (deutsch Lyck) der Römisch-katholischen Kirche in Polen zugehörig, zugeordnet. Die evangelischen Kirchenglieder orientieren sich zu den Kirchen in Ełk bzw. Gołdap, die beide zur Diözese Masuren der Evangelisch-Augsburgischen Kirche in Polen gehören.

## Verkehr
Seit der veränderten Linienführung zwecks Umfahrung der Stadt Olecko liegt Zielonówek unmittelbar an der polnischen Landesstraße DK 65 (einstige deutsche Reichsstraße 132), die durch den Nordosten Polens verläuft und die polnisch-russische mit der polnisch-belarussischen Staatsgrenze verbindet.
Die nächste Bahnstation ist der Bahnhof in Olecko, der allerdings nur noch im Güterverkehr zwischen Ełk und Olecko der einstigen Bahnstrecke Ełk–Tschernjachowsk (deutsch Lyck–Insterburg) in Betrieb ist.